# Huedepohlia pisciformis
Huedepohlia pisciformis là một loài bọ cánh cứng trong họ Cerambycidae.